# Professione pericolo (serie televisiva)
Professione pericolo (The Fall Guy) è una serie televisiva statunitense, diretta da Glen Larson, trasmessa tra il 1981 e il 1986, suddivisa in 5 stagioni per un totale di 112 episodi. In Italia fu trasmessa negli stessi anni, dalla RAI.

## Trama
La serie narra le avventure di due stuntmen, Colt Seavers (Lee Majors) e Howie Munson (Douglas Barr), che fanno come secondo lavoro i cacciatori di taglie. Essi utilizzano le loro capacità fisiche e la conoscenza delle acrobazie (che coinvolgono auto o il suo fuoristrada GMC) per catturare fuggitivi e criminali. Li affianca la bionda ed energica Jody Banks (Heather Thomas).

## Produzione
Le sigle della serie erano composte principalmente dalle scene della serie TV e da scene di rischio tratte da film precedenti al 1981. Nella prima stagione, il montaggio delle scene è stato preso in prestito da film come ad esempio Dirty Mary, Crazy Larry, The Stunt Man, Silver Streak, Butch Cassidy and the Sundance Kid, The Hot Rock, Our Man Flint, The Poseidon Adventure, Speedway e Sky Riders. Sono inclusi anche filmati d'archivio di spettacoli acrobatici realizzati negli anni '30. Dopo la seconda stagione, alcune delle scene dei film presi in prestito sono state sostituite da scene acrobatiche della serie TV.
Il fuoristrada di Seavers era un GMC K-2500 Wideside del 1981 Rounded-Line con l'equipaggiamento Sierra Grande. È stato utilizzato anche un GMC K-25 Wideside del 1980 Rounded-Line con l'equipaggiamento High Sierra. Durante la prima serie le acrobazie hanno messo a dura prova i fuoristrada di produzione, forniti a basso costo alla produzione dalla General Motors, quindi durante la prosecuzione dello spettacolo sono stati utilizzati diverse modelli, così che si possono notare delle incongruenze negli episodi. Dalla seconda stagione in poi, la General Motors ha fornito tre fuoristrada appositamente adattati per le sequenze acrobatiche, con il motore spostato in una posizione centrale del telaio immediatamente sotto il sedile della cabina. Ciò significava che questi camion volavano più lontano e si inclinavano meno in aria, consentendo loro di essere riutilizzati per più riprese e spettacoli.
Alla fine della serie, i fuoristrada rimanenti sono stati messi all'asta o regalati in un concorso.

## Episodi
| Stagione         | Episodi | Prima TV originale | Prima TV Italia |
| ---------------- | ------- | ------------------ | --------------- |
| Prima stagione   | 22      | 1981-1982          |                 |
| Seconda stagione | 23      | 1982-1983          |                 |
| Terza stagione   | 22      | 1983-1984          |                 |
| Quarta stagione  | 23      | 1984-1985          |                 |
| Quinta stagione  | 22      | 1985-1986          |                 |

## Altri media
Un adattamento a fumetti è stato disegnato da Jim Baikie per la rivista Look-In.
Dalla serie venne tratto ufficialmente il videogioco per home computer The Fall Guy nel 1984.
Nel luglio 2010, il Los Angeles Times ha riferito che era in fase di sviluppo un film basato sulla serie. DreamWorks aveva collaborato al progetto con i produttori Walter F. Parkes e Laurie MacDonald, e Martin Campbell era in trattative per dirigere il film. Nel settembre 2013, Dwayne Johnson era in trattative per interpretare il ruolo del protagonista e McG era in trattative per dirigere. A partire dal 2020, tuttavia, quel film pianificato non è mai stato realizzato e un film diverso, più vagamente basato sulla serie televisiva, era in programma con Ryan Gosling nel ruolo da protagonista. Il film, The Fall Guy (dunque omonimo), viene distribuito nel 2024.